# Chualar, California
Chualar, California (енгл. Chualar) насељено је место без административног статуса у америчкој савезној држави Калифорнија.

## Демографија
По попису из 2010. године број становника је 1.190, што је 254 (-17,6%) становника мање него 2000. године.
| Група             | 2000.         | 2010.         |
| Белци             | 39 (2,7%)     | 22 (1,8%)     |
| Афроамериканци    | 6 (0,4%)      | 1 (0,1%)      |
| Азијати           | 46 (3,2%)     | 11 (0,9%)     |
| Хиспаноамериканци | 1.351 (93,6%) | 1.151 (96,7%) |
| Укупно            | 1.444         | 1.190         |